# Alec Cairncross
Sir Alexander Kirkland „Alec“ Cairncross KCMG (* 11. Februar 1911 in Lesmahagow; † 21. Oktober 1998 in Oxford) war ein britischer Ökonom und Staatsbeamter. Er war u. a. Wirtschaftsberater des HM Treasury und Chancellor der University of Glasgow.

## Leben
Cairncross wurde 1911 als siebentes von acht Kindern des Textilkaufmanns und Eisenwarenhändlers Alexander Kirkland Cairncross (1865–1947) und seiner Frau Elizabeth Andrew Wishart, einer Lehrerin, in Schottland geboren. Er besuchte von 1925 bis 1928 die renommierte Hamilton Academy in Hamilton, South Lanarkshire.
Er studierte u. a. bei Alec Lawrence Macfie an der University of Glasgow und mit einem Stipendium u. a. bei Dennis Robertson, John Maynard Keynes, Arthur Cecil Pigou, Richard Kahn, Joan Robinson, Austin Robinson und James Meade am Trinity College der University of Cambridge. Er erwarb 1931 einen Bachelor of Arts als Erster im Economics Tripos und 1935 einen Ph.D. (Cantab.). Sein Doktorandenstudium schloss er mit der richtungsweisenden Arbeit British Home and Foreign Investment, 1870–1913 (publiziert 1953) ab. In Cambridge gehörte er dem Cambridge Circus unter John Maynard Keynes an. 1935 wurde er Lecturer für Economics an der University of Glasgow. Außerdem unterrichtete er am Scottish Agricultural College. In dieser Zeit (ab 1938) schrieb er das Standardwerk der 1950er und 1960er Jahre Introduction to Economics (1944), das 1982 in der sechsten Auflage erschien.
Cairncross war nach Ausbruch des Zweiten Weltkrieges, von 1940 bis 1945, Staatsbediensteter. Er war tätig in der Wirtschaftsabteilung des Cabinet Office (gemeinsam mit Lionel Robbins, Ely Devons und James Meade), im Board of Trade (1941) und zuletzt im Ministry of Aircraft Production, wo er Programmdirektor wurde. Von 1945 bis 1946 hielt er sich als Wirtschaftsbeirat in Berlin auf und beteiligte sich an den multinationalen Verhandlungen die deutschen Reparationen betreffend.
1946 arbeitete er kurzzeitig für die Londoner Wochenzeitschrift The Economist. Von 1946 bis 1949 war er Wirtschaftsberater des Board of Trade und von 1949 bis 1950 Direktor der Wirtschaftsabteilung der Organisation für europäische wirtschaftliche Zusammenarbeit (OECC) in Paris. 1950 arbeitete er auch mit Per Jacobsson von der Bank für Internationalen Zahlungsausgleich im deutschen Zahlungsbilanzproblem zusammen. Von 1951 bis 1961 bekleidete er eine Professur für angewandte Volkswirtschaftslehre an der University of Glasgow. Dort gründete er die erste Forschungsabteilung für Angewandte Volkswirtschaftslehre des Vereinigten Königreichs. Darüber hinaus war er von 1954 bis 1957 Gründungsdirektor des Economic Development Institute (EDI) der Weltbank in Washington, D.C. Von 1957 bis 1959 war er auch Mitglied der Radcliffe-Kommission, die sich mit dem Währungssystem beschäftigte.
Von 1954 bis 1961 fungierte er als erster Herausgeber des Scottish Journal of Political Economy der Scottish Economic Society. Ab 1962 war er Vizepräsident der Gesellschaft und von 1969 bis 1973 deren Präsident. Danach wurde er Ehrenpräsident. Die Scottish Economic Society vergibt seit seinem Tod 1998 jährlich den mit 1.000 Pfund dotierten Cairncross Prize für Nachwuchsmitglieder.
Von 1961 bis 1964 war er Wirtschaftsberater der konservativen Schatzkanzlern Selwyn Lloyd und Reginald Maudling. Von 1964 bis 1969, als die Labour Party unter Premierminister Harold Wilson die Regierung stellte, wurde er Begründer und Leiter des britischen Government Economic Service (GES). 1967 sagte er eine Stelle beim Keynes College der University of Kent zu, wurde dann aber von 1969 bis 1978 Master des St Peter's College der University of Oxford. Von 1968 bis 1969 wirkte er als Präsident der Royal Economic Society (RES), von 1970 bis 1971 der British Association for the Advancement of Science (GPDST) und von 1972 bis 1992 des Girls' Public Day School Trust. Von 1972 bis 1996 war er als Chancellor der University of Glasgow tätig. In dieser Zeit verfasste er mehrere Bücher über seine vormalige Zeit in London, inklusive einer Autobiografie (veröffentlicht 1999). Ferner hielt er ein wirtschaftshistorisches Seminar am All Souls College der University of Oxford.
Craincross erkannte früh die wachsende Bedeutung der Volksrepublik China in der Weltwirtschaft und den internationalen Beziehungen. Er gehörte Ende der 1970er Jahre zur ersten Delegation der British Academy in China. Diese Kooperation mündete in ein Austauschprogramm mit der Chinesischen Akademie der Sozialwissenschaften. In den 1980er und 1990er Jahren beriet er die chinesische Führung in makroökonomischer Stabilität und Marktreformen. Von 1985 bis 1995 war er Vorsitzender des Verwaltungsausschusses des Centre for Modern Chinese Studies (CMCS) an der University of Oxford. Er richtete das Fach „Chinese Economics“ ein und betreute im Rahmen des Economics Training Programme (ETP), das durch die Weltbank, das Entwicklungsprogramm der Vereinten Nationen (UNDP) und die Ford Foundation unterstützt wurde, zahlreiche Austauschstudenten und Wissenschaftler aus China. Im Jahr 2007 wurde in Peking die Cairncross Economic Research Foundation gegründet.
Er publizierte mehr als 50 wissenschaftliche Artikel und Bücher mit Schwerpunkt Wirtschaftswissenschaft und Armutsforschung.

## Familie
Cairncross war ab 1943 mit Mary Frances Glynn (1919–1998) verheiratet (beide kannten sich seit 1939) und Vater von fünf Kindern. Seine Tochter Frances Cairncross (* 1944) ist ebenfalls Ökonomin, derzeit tätig für das Institute for Fiscal Studies, und ehemalige Wirtschaftsjournalistin beim Economist; der Sohn Sandy Cairncross arbeitet als Epidemiologe an der London School of Hygiene and Tropical Medicine. Sein Bruder John Cairncross (1913–1995) war Angehöriger des Spionagerings Cambridge Five.

## Ehrungen und Auszeichnungen
Orden und Ehrenzeichen:
- Order of St. Michael and St. George

- 1950: Companion (CMG)
- 1967: Knight Commander (KCMG)

- 1967: Ritter des Distelordens

Fellow:
- 1961: British Academy (FBA)[1]

Honorary Fellow:
- 1974: American Academy of Arts and Sciences
- 1981: London School of Economics
- 1989: St Antony’s College der University of Oxford
- 1992: Royal Society of Edinburgh (FRSE Hon)

Ehrendoktorwürden:
- HonLLD der Mount Allison University, Kanada
- HonLLD der University of Glasgow, Schottland
- HonLLD der University of Exeter, England
- HonDLitt der University of Reading, England
- HonDLitt der Heriot-Watt University, Schottland
- HonDSc der University of Wales, Wales
- HonDSc der Queen’s University Belfast, Irland
- Duniv der University of Stirling, Schottland

## Schriften (Auswahl)
- Introduction to Economics. Butterworth, London 1944. (gemeinsam mit Peter Sinclair, 6. Auflage, 1982, ISBN 0-408-71055-1)
- Home and Foreign Investment, 1870–1913. Studies in Capital Accumulation. Cambridge University Press, Cambridge 1953.
- Factors in economic development. 4. Aufl. Allen & Unwin, London 1965.
- Mit Barry Eichengreen: Sterling in Decline. The Devaluations of 1931, 1949 and 1967. Basil Blackwell, Oxford 1983, ISBN 1-4039-1305-6.
- Years of Recovery. British Economic Policy, 1945–51. Methuen, London u. a. 1985, ISBN 0-416-37920-6.
- Economics and economic policy. Blackwell, Oxford 1986, ISBN 0-631-15233-4.
- The Price of War. British Policy on German Reparations, 1941–1949. Blackwell, New York u. a. 1986, ISBN 0-631-14919-8.
- A Country to Play with. Level of Industry Negotiations in Berlin 1945–46. Colin Smythe, Gerrards Cross 1987, ISBN 0-86140-274-X.
- Mit Nita Watts: The Economic Section, 1939–61. A Study in Economic Advising. Routledge, London 1989, ISBN 0-415-03173-7.
- Planning in Wartime. Aircraft Production in Britain, Germany, and the USA. St. Martin’s Press, New York 1991, ISBN 0-312-05346-0.
- Mit Kathleen Burk: Goodbye, Great Britain. The 1976 IMF Crisis. Yale University Press, New Haven u. a. 1992, ISBN 0-300-05728-8.
- Austin Robinson. The life of an economic adviser. Macmillan, Basingstoke 1993, ISBN 0-312-09471-X.
- Managing the British Economy in the 1960s. A Treasury Perspective. Macmillian, London u. a. 1996, ISBN 0-333-65075-1.
- The British economy since 1945. Economic policy and performance, 1945-1995. 2. Aufl. Blackwell, Oxford 1999, ISBN 0-631-19961-6.
- Living with the Century. Mit einem Vorwort von Roy Jenkins. iynx, Aberdeen 1999, ISBN 0-9535413-0-4.